# Hexatoma diploneura
Hexatoma diploneura là một loài ruồi trong họ Limoniidae. Chúng phân bố ở miền Cổ bắc.